# Sociedade Portuguesa de Gastrenterologia
A Sociedade Portuguesa de Gastrenterologia (SPG), constituída em 21 de Agosto de 1986, é uma associação científica sem fins lucrativos e de utilidade pública, continuadora da Secção com idêntica denominação, fundada em 1960, da Sociedade das Ciências Médicas de Lisboa.

## Objectivos
A SPG tem por objecto:

a) Promover o desenvolvimento da Gastrenterologia ao serviço da saúde da população portuguesa;

b) Estimular a investigação no domínio da Gastrenterologia;

c) Difundir ideias, promover a actualização de conhecimentos e trabalhos de Gastrenterologia;

d) Promover contactos e o intercâmbio nacional e internacional entre diversos profissionais ligados à especialidade;

e) Desenvolver actividades educacionais no domínio da Gastrenterologia;

f) Exercer actividades de consultadoria no campo da Gastrenterologia.

## Divulgação ao Público
Os Folhetos "O que é?" são publicações não periódicas da Sociedade Portuguesa de Gastrenterologia dirigidas ao público e versando temas do âmbito da Gastrenterologia, que pela sua frequência e importância clínica, são motivo frequente de consulta médica.